# Michał Czaderna
Michał Czaderna (ur. 9 kwietnia 1988 w Bielsku-Białej) – polski aktor serialowy, filmowy i teatralny.

## Życiorys
W 2014 ukończył wrocławską filię Wydziału Aktorskiego PWST w Krakowie. Od początku kariery aktorskiej związany z Teatrem Polskim w Bielsku-Białej.

## Filmografia
- 2008: Czas honoru jako Partyzant „Sowa”, członek oddziału Władka[1]
- 2011: Miłość na balkonie jako Bartek[1]
- 2012: Niebo jako Janek[1]
- 2014: Fotograf jako Porucznik MO[1]
- 2014: Miasto 44 jako Sikor, tragarz w Wedlu[1]
- 2015: Welcome homo jako Sebastian, brat Anki[1]
- 2016: Stolik[1]
- 2017: Urok jako Michał[1]
- 2020: Polot jako Ratownik Medyczny[1]
- 2021: Świat według Kiepskich jako obsada aktorska (dziennikarz), osoba publiczna (577)[2]

## Teatr
- Hotel Westminster jako Asystent reżysera[4]
- Sztukmistrz z miasta Lublina jako Asystent reżysera[5]
- Balladyna jako Asystent reżysera[6]
- Balladyna jako Skierka[6]
- Co widział kamerdyner? jako Nicholas Beckett[7]
- Zorba jako Pavli[8]
- Hotel Nowy Świat 2015 jako Jacek[9]
- Lalka jako Fitulski, Licytator, Student, Lokaj, Książę[10]
- Sześć wcieleń Jana Piszczyka jako Dubeltowy 2[11]
- Nocami i dniami będę tęsknić za Tobą jako– Tomaszek Niechcic[12]
- Makbet jako Makbet – wódz w armii króla Duncana[13]
- Humanka jako Em[14]
- Z Twoją córką? Nigdy! jako Robin
- Wujaszek Wania jako Wujaszek Wania
- DyBBuk jako Henoch, Batlan II, Chasyd II, Sędzia II
- św. Idiota jako Gawriła Ardalionowicz Iwołgin
- Miarka za miarkę jako Angelo / namiestnik w nieobecności księcia
- Ciało Bambina jako Hans
- Gałązka rozmarynu jako Samson/Józek Słowikowski
- Mayday jako Stanley
- Wesele jako Kasper
- Mistrz i Małgorzata jako Bezdomny[15]
- Mistrz i Małgorzata jako Chór[15]
- Hotel Westminster jako George Pigden
- Cyrano de Bergerac jako Cyrano de Bergerac
- Zły jako Wilga
- Pół żartem, pół sercem jako Jack
- Karuzela Pani Marii – koncert – Prowadzący – konferansjerzy
- Faraon jako Tutmozis
- Sztukmistrz z miasta Lublina jako Herman
- Skąpiec jako Walery, syn Anzelma

## Nagrody i nominacje

### 2013
- Tarnów – 17. Ogólnopolski Festiwal Komedii TALIA – wyróżnienie za dojrzałość i śwadomość sceniczną w przedstawieniu „Love & Information”[16]

### 2021
- nominacja do Złotej Maski za tytułową rolę w „Cyrano de Bergerac”[3][17]